# Șkrobî, Stara Vîjivka
Șkrobî (în ucraineană Шкроби) este un sat în comuna Sokolîșce din raionul Stara Vîjivka, regiunea Volînia, Ucraina.

## Demografie
Componența lingvistică a localității Șkrobî
     Ucraineană (99,6%)
     Alte limbi (0,4%)
Conform recensământului din 2001, majoritatea populației localității Șkrobî era vorbitoare de ucraineană (99,6%), existând în minoritate și vorbitori de alte limbi.